# Yasuyo Yamagishi
Yasuyo Yamagishi (山岸 靖代, Yamagishi Yasuyo, Saitama, 28 november 1979) is een voormalig Japans voetbalster.

## Carrière
Zij speelde voor onder meer Iga FC Kunoichi.
Zij nam met het Japans vrouwenvoetbalelftal deel aan de Wereldkampioenschappen in 2003 en daar stond zij opgesteld in alle drie de wedstrijden van Japan. Japan werd uitgeschakeld in de groepsfase. Yamagishi nam met het Japans elftal deel aan de Olympische Zomerspelen in 2004.

## Statistieken
| Japans vrouwenvoetbalelftal | Japans vrouwenvoetbalelftal | Japans vrouwenvoetbalelftal |
| Jaar                        | Wed.                        | Dlp.                        |
| --------------------------- | --------------------------- | --------------------------- |
| 1998                        | 4                           | 1                           |
| 1999                        | 5                           | 3                           |
| 2000                        | 5                           | 1                           |
| 2001                        | 11                          | 0                           |
| 2002                        | 11                          | 0                           |
| 2003                        | 12                          | 1                           |
| 2004                        | 10                          | 0                           |
| 2005                        | 2                           | 0                           |
| Totaal                      | 60                          | 6                           |